# Børge Raahauge Nielsen
Børge Daniel Raahauge Nielsen (* 26. März 1920 in Køge; † 5. Oktober 2010 in Odense) war ein dänischer Ruderer.

## Werdegang
Børge Raahauge Nielsen gewann bei den Olympischen Sommerspielen 1948 in London zusammen mit Erik Larsen, Henry Larsen, Harry Knudsen und Steuermann Ib Olsen die Bronzemedaille im Vierer mit Steuermann.
Børge Raahauge Nielsen war 47 Jahre als Polizist tätig und von 1973 bis 1989 Leiter des Polizeibezirks Nyborg.